# David Warbeck
Pour les articles homonymes, voir Warbeck.
David Warbeck, de son vrai nom David Mitchell, est un acteur néo-zélandais né le 17 novembre 1941 à Christchurch. Il est décédé d'un cancer le 23 juillet 1997 à Londres.
David Warbeck suit des cours de comédie au Royaume-Uni, à la London Academy of Music and Dramatic Art et à la Royal Academy of Dramatic Art. Il se fait d'abord remarquer dans le film Wolfshead: The Legend of Robin Hood et apparaît ensuite dans divers films britanniques. En 1971, il tient le rôle de l'ami de James Coburn dans les scènes de flash-back de  Il était une fois la révolution, de Sergio Leone. Ce rôle lui permet de trouver des emplois dans le cinéma italien. Avec les années, sa carrière s'oriente de plus en plus vers le cinéma de genre, puis la série B. Il est entre autres le héros de L'Au-delà, film d'horreur réalisé par Lucio Fulci.

## Filmographie

### Cinéma
- 1969 : Wolfshead: The Legend of Robin Hood de John Hough : Robin des Bois
- 1970 : L'Inceste (My Lover My Son) de John Newland : Kenworthy
- 1970 : L'Abominable Homme des cavernes (Trog) de Freddie Francis : Alan Davis
- 1971 : Les Sévices de Dracula (Twins of Evil) de John Hough : Anton Hoffer
- 1971 : Il était une fois la révolution (Giù la testa) de Sergio Leone : Sean Nolan
- 1973 : Serpent noir (Black Snake) de Russ Meyer : Walker Sopwith
- 1973 : The Sex Thief  de Martin Campbell : Grant Henry
- 1974 : Un tueur sous influence (Craze) de Freddie Francis : l'inspecteur Wilson
- 1975 : Dites-le avec des oignons (Cipolla Colt) d'Enzo G. Castellari : le méchant aux lunettes de soleil (non-crédité au générique)
- 1976 : Pudeurs à l'italienne (Il comune senso del pudore) d'Alberto Sordi : l'amant de Lady Chatterley
- 1980 : Héros d'apocalypse (L'ultimo cacciatore) d'Antonio Margheriti : le capitaine Henry Morris
- 1981 : Le Chat noir (Gatto nero) de Lucio Fulci : l'inspecteur Gorley
- 1981 : L'Au-delà (...E tu vivrai nel terrore! L'aldilà) de Lucio Fulci : le docteur John McCabe
- 1982 : Les Aventuriers du cobra d'or (I cacciatori del cobra d'oro) d'Antonio Margheriti : Robert Jackson
- 1982 : Tiger Joe (Fuga dall'arcipelago maledetto) d'Antonio Margheriti : Tiger Joe
- 1982 : Panique (Bakterion) de Tonino Ricci : le capitaine Kirk
- 1984 : Signé : Lassiter (Lassiter) de Roger Young : Muller
- 1984 : Le Temple du dieu Soleil (I sopravvissuti della città morta) d'Antonio Margheriti : Rick Spear
- 1985 : Miami Golem d'Alberto De Martino : Craig Milford
- 1985 : Formule pour un meurtre (7, Hyden Park: la casa maledetta) d'Alberto De Martino : Craig
- 1988 : Ratman (Quella villa in fondo al parco) de Giulano Carmineo : Fred Williams
- 1988 : Domino d'Ivana Massetti : l'aveugle
- 1990 : Karate Rock (Il ragazzo delle mani d'acciaio) de Fabrizio De Angelis : John Foster
- 1991 : Arizona Road (Fuga da cayenta) de Fabrizio De Angelis : l'agent du FBI
- 1992 : Hornsby e Rodriguez: Sfida criminale d'Umberto Lenzi : Frank Mendoza
- 1993 : Dangerous attraction (Attrazione pericolosa) de Bruno Mattei : Lanfranco De Molinis
- 1993 : Breakfast with Dracula (Un vampiro a Miami) de Fabrizio De Angelis : le shérif
- 1996 : Fatal Frames (Fotogrammi mortali) d'Al Festa : le commissaire Bonelli
- 1996 : Sick-o-pathics de Brigida Costa et Massimo Lavagnini : le docteur Loonies
- 1997 : Pervirella d'Alex Chandon : l'agent spécial Amicus Reilly
- 1997 : Sudden Fury de Darren Ward : Pike
- 1998 : Razor Blade Smile de Jake West : l'homme du film d'horreur